# Oskar Kummetz
Oskar Kummetz, född 21 juli 1891 i Illowo, Ostpreussen, död 17 december 1980 i Neustadt an der Weinstrasse, var en tysk sjömilitär, generalamiral 1944. Han var fartygschef på Blücher när hon sänktes i Oslofjorden den 9 april 1940. Han blev senare fartygschef på systerfartyget Admiral Hipper. År 1941 tilldelades Kummetz Riddarkorset.